# Laotiaans voetbalelftal (mannen)
Het Laotiaans voetbalelftal is een team van voetballers dat Laos vertegenwoordigt bij internationale wedstrijden zoals de kwalificatiewedstrijden voor het Wereldkampioenschap voetbal en het Aziatisch kampioenschap.

## Deelnames aan internationale toernooien
Laos deed voor het wereldkampioenschap voetbal van 2002 voor de eerste keer mee aan het kwalificatietoernooi. Op 30 april 2001 werd met 0–12 verloren van Oman. Het land zou zich voor geen enkel wereldkampioenschap kwalificeren. Voor het Aziatisch kampioenschap werd voor het toernooi van 2000 voor de eerste keer meegedaan. Ook voor dit toernooi kwalificeerde Laos zich nog geen enkele keer. Het heeft wel deelgenomen aan het hoofdtoernooi van het Zuidoost-Aziatisch kampioenschap en de Solidarity Cup. In 2016 werd op de Solidarity Cup de derde plaats bereikt. Dat gebeurde na in de troostfinale gewonnen te hebben met 3–2 van Brunei.

### Wereldkampioenschap
| Wereldkampioenschap voetbal overzicht | Wereldkampioenschap voetbal overzicht | Wereldkampioenschap voetbal overzicht | Wereldkampioenschap voetbal overzicht | Wereldkampioenschap voetbal overzicht | Wereldkampioenschap voetbal overzicht | Wereldkampioenschap voetbal overzicht | Wereldkampioenschap voetbal overzicht | Wereldkampioenschap voetbal overzicht |
| Jaar                                  | Ronde                                 | Wed.                                  | W                                     | G                                     | V                                     | DV                                    | DT                                    |                                       |
| ------------------------------------- | ------------------------------------- | ------------------------------------- | ------------------------------------- | ------------------------------------- | ------------------------------------- | ------------------------------------- | ------------------------------------- | ------------------------------------- |
| 2002                                  | Niet gekwalificeerd                   | Niet gekwalificeerd                   | Niet gekwalificeerd                   | Niet gekwalificeerd                   | Niet gekwalificeerd                   | Niet gekwalificeerd                   | Niet gekwalificeerd                   |                                       |
| 2006                                  | Niet gekwalificeerd                   | Niet gekwalificeerd                   | Niet gekwalificeerd                   | Niet gekwalificeerd                   | Niet gekwalificeerd                   | Niet gekwalificeerd                   | Niet gekwalificeerd                   |                                       |
| 2010                                  | Geen deelname                         | Geen deelname                         | Geen deelname                         | Geen deelname                         | Geen deelname                         | Geen deelname                         | Geen deelname                         |                                       |
| 2014                                  | Niet gekwalificeerd                   | Niet gekwalificeerd                   | Niet gekwalificeerd                   | Niet gekwalificeerd                   | Niet gekwalificeerd                   | Niet gekwalificeerd                   | Niet gekwalificeerd                   |                                       |
| 2018                                  | Niet gekwalificeerd                   | Niet gekwalificeerd                   | Niet gekwalificeerd                   | Niet gekwalificeerd                   | Niet gekwalificeerd                   | Niet gekwalificeerd                   | Niet gekwalificeerd                   |                                       |
| 2022                                  | Niet gekwalificeerd                   | Niet gekwalificeerd                   | Niet gekwalificeerd                   | Niet gekwalificeerd                   | Niet gekwalificeerd                   | Niet gekwalificeerd                   | Niet gekwalificeerd                   |                                       |
| 2026                                  | Niet gekwalificeerd                   | Niet gekwalificeerd                   | Niet gekwalificeerd                   | Niet gekwalificeerd                   | Niet gekwalificeerd                   | Niet gekwalificeerd                   | Niet gekwalificeerd                   |                                       |

### Aziatisch kampioenschap
| Aziatisch kampioenschap voetbal overzicht | Aziatisch kampioenschap voetbal overzicht | Aziatisch kampioenschap voetbal overzicht | Aziatisch kampioenschap voetbal overzicht | Aziatisch kampioenschap voetbal overzicht | Aziatisch kampioenschap voetbal overzicht | Aziatisch kampioenschap voetbal overzicht | Aziatisch kampioenschap voetbal overzicht | Aziatisch kampioenschap voetbal overzicht |
| Jaar                                      | Ronde                                     | Wed.                                      | W                                         | G                                         | V                                         | DV                                        | DT                                        |                                           |
| ----------------------------------------- | ----------------------------------------- | ----------------------------------------- | ----------------------------------------- | ----------------------------------------- | ----------------------------------------- | ----------------------------------------- | ----------------------------------------- | ----------------------------------------- |
| 1972–1980                                 | Teruggetrokken                            | Teruggetrokken                            | Teruggetrokken                            | Teruggetrokken                            | Teruggetrokken                            | Teruggetrokken                            | Teruggetrokken                            |                                           |
| 1984–1996                                 | Geen deelname                             | Geen deelname                             | Geen deelname                             | Geen deelname                             | Geen deelname                             | Geen deelname                             | Geen deelname                             |                                           |
| 2000                                      | Niet gekwalificeerd                       | Niet gekwalificeerd                       | Niet gekwalificeerd                       | Niet gekwalificeerd                       | Niet gekwalificeerd                       | Niet gekwalificeerd                       | Niet gekwalificeerd                       |                                           |
| 2004                                      | Niet gekwalificeerd                       | Niet gekwalificeerd                       | Niet gekwalificeerd                       | Niet gekwalificeerd                       | Niet gekwalificeerd                       | Niet gekwalificeerd                       | Niet gekwalificeerd                       |                                           |
| 2007–2011                                 | Geen deelname                             | Geen deelname                             | Geen deelname                             | Geen deelname                             | Geen deelname                             | Geen deelname                             | Geen deelname                             |                                           |
| 2015                                      | Niet gekwalificeerd                       | Niet gekwalificeerd                       | Niet gekwalificeerd                       | Niet gekwalificeerd                       | Niet gekwalificeerd                       | Niet gekwalificeerd                       | Niet gekwalificeerd                       |                                           |
| 2019                                      | Niet gekwalificeerd                       | Niet gekwalificeerd                       | Niet gekwalificeerd                       | Niet gekwalificeerd                       | Niet gekwalificeerd                       | Niet gekwalificeerd                       | Niet gekwalificeerd                       |                                           |
| 2023                                      | Niet gekwalificeerd                       | Niet gekwalificeerd                       | Niet gekwalificeerd                       | Niet gekwalificeerd                       | Niet gekwalificeerd                       | Niet gekwalificeerd                       | Niet gekwalificeerd                       |                                           |

### Zuidoost-Aziatisch kampioenschap
| Zuidoost-Aziatisch kampioenschap voetbal overzicht | Zuidoost-Aziatisch kampioenschap voetbal overzicht | Zuidoost-Aziatisch kampioenschap voetbal overzicht | Zuidoost-Aziatisch kampioenschap voetbal overzicht | Zuidoost-Aziatisch kampioenschap voetbal overzicht | Zuidoost-Aziatisch kampioenschap voetbal overzicht | Zuidoost-Aziatisch kampioenschap voetbal overzicht | Zuidoost-Aziatisch kampioenschap voetbal overzicht | Zuidoost-Aziatisch kampioenschap voetbal overzicht |
| Jaar                                               | Ronde                                              | Wed.                                               | W                                                  | G                                                  | V                                                  | DV                                                 | DT                                                 | Kwal                                               |
| -------------------------------------------------- | -------------------------------------------------- | -------------------------------------------------- | -------------------------------------------------- | -------------------------------------------------- | -------------------------------------------------- | -------------------------------------------------- | -------------------------------------------------- | -------------------------------------------------- |
| 1996                                               | Groepsfase                                         | 4                                                  | 1                                                  | 1                                                  | 2                                                  | 5                                                  | 10                                                 |                                                    |
| 1998                                               | Groepsfase                                         | 3                                                  | 0                                                  | 1                                                  | 2                                                  | 2                                                  | 8                                                  | (Kwal.)                                            |
| 2000                                               | Groepsfase                                         | 4                                                  | 0                                                  | 0                                                  | 4                                                  | 0                                                  | 16                                                 |                                                    |
| 2002                                               | Groepsfase                                         | 3                                                  | 0                                                  | 1                                                  | 2                                                  | 3                                                  | 8                                                  |                                                    |
| 2004                                               | Groepsfase                                         | 4                                                  | 1                                                  | 0                                                  | 3                                                  | 4                                                  | 16                                                 |                                                    |
| 2007                                               | Groepsfase                                         | 3                                                  | 0                                                  | 0                                                  | 3                                                  | 1                                                  | 23                                                 | (Kwal.)                                            |
| 2008                                               | Groepsfase                                         | 3                                                  | 0                                                  | 0                                                  | 3                                                  | 0                                                  | 13                                                 | (Kwal.)                                            |
| 2010                                               | Groepsfase                                         | 3                                                  | 0                                                  | 1                                                  | 2                                                  | 3                                                  | 13                                                 | (Kwal.)                                            |
| 2012                                               | Groepsfase                                         | 3                                                  | 0                                                  | 1                                                  | 2                                                  | 6                                                  | 10                                                 | (Kwal.)                                            |
| 2014                                               | Groepsfase                                         | 3                                                  | 0                                                  | 0                                                  | 3                                                  | 2                                                  | 12                                                 | (Kwal.)                                            |
| 2016                                               | Niet gekwalificeerd                                | Niet gekwalificeerd                                | Niet gekwalificeerd                                | Niet gekwalificeerd                                | Niet gekwalificeerd                                | Niet gekwalificeerd                                | Niet gekwalificeerd                                | Niet gekwalificeerd                                |
| 2018                                               | Groepsfase                                         | 4                                                  | 0                                                  | 0                                                  | 4                                                  | 3                                                  | 12                                                 |                                                    |
| 2020                                               | Groepsfase                                         | 4                                                  | 0                                                  | 0                                                  | 4                                                  | 1                                                  | 14                                                 |                                                    |
| 2022                                               | Groepsfase                                         | 4                                                  | 0                                                  | 1                                                  | 3                                                  | 2                                                  | 15                                                 |                                                    |
| 2024                                               | Groepfase                                          | 4                                                  | 0                                                  | 2                                                  | 2                                                  | 7                                                  | 11                                                 |                                                    |

### Solidarity Cup
| AFC Challenge Cup overzicht  | AFC Challenge Cup overzicht | AFC Challenge Cup overzicht | AFC Challenge Cup overzicht | AFC Challenge Cup overzicht | AFC Challenge Cup overzicht | AFC Challenge Cup overzicht | AFC Challenge Cup overzicht | AFC Challenge Cup overzicht |
| Jaar                         | Ronde                       | Wed.                        | W                           | G                           | V                           | DV                          | DT                          | Kwal                        |
| ---------------------------- | --------------------------- | --------------------------- | --------------------------- | --------------------------- | --------------------------- | --------------------------- | --------------------------- | --------------------------- |
| 2006                         | Teruggetrokken              | Teruggetrokken              | Teruggetrokken              | Teruggetrokken              | Teruggetrokken              | Teruggetrokken              | Teruggetrokken              | Teruggetrokken              |
| 2008                         | Teruggetrokken              | Teruggetrokken              | Teruggetrokken              | Teruggetrokken              | Teruggetrokken              | Teruggetrokken              | Teruggetrokken              | Teruggetrokken              |
| 2010                         | Geen deelname               | Geen deelname               | Geen deelname               | Geen deelname               | Geen deelname               | Geen deelname               | Geen deelname               | Geen deelname               |
| 2012                         | Niet gekwalificeerd         | Niet gekwalificeerd         | Niet gekwalificeerd         | Niet gekwalificeerd         | Niet gekwalificeerd         | Niet gekwalificeerd         | Niet gekwalificeerd         | Niet gekwalificeerd         |
| 2014                         | Groepsfase                  | 3                           | 0                           | 1                           | 2                           | 1                           | 7                           | (Kwal.)                     |
| AFC Solidarity Cup overzicht |                             |                             |                             |                             |                             |                             |                             |                             |
| Jaar                         | Ronde                       | Wed.                        | W                           | G                           | V                           | DV                          | DT                          | Kwal                        |
| 2016                         | Derde                       | 5                           | 3                           | 1                           | 1                           | 11                          | 10                          | (Kwal.)                     |

## FIFA-wereldranglijst[5]
| 1993 | 1994 | 1995 | 1996 | 1997 | 1998 | 1999 | 2000 | 2001 | 2002 | 2003 | 2004 | 2005 | 2006 | 2007 | 2008 | 2009 | 2010 | 2011 | 2012 | 2013 | 2014 | 2015 | 2016 | 2017 | 2018 |
| ---- | ---- | ---- | ---- | ---- | ---- | ---- | ---- | ---- | ---- | ---- | ---- | ---- | ---- | ---- | ---- | ---- | ---- | ---- | ---- | ---- | ---- | ---- | ---- | ---- | ---- |
| 146  | 160  | 152  | 147  | 143  | 144  | 156  | 165  | 162  | 170  | 167  | 162  | 170  | 151  | 176  | 169  | 178  | 169  | 174  | 171  | 152  | 160  | 177  | 167  | 182  | 184  |

LFF · 
A-internationals · 
Laotiaans vrouwenelftal
1960 – 1969 · 
1970 – 1979 · 
1980 – 1989 · 
1990 – 1999 · 
2000 – 2009 · 
2010 – 2019 ·
2020 − 2029
Afghanistan ·
Bangladesh ·
Bhutan ·
Brunei ·
Cambodja ·
China ·
Filipijnen ·
Guam ·
Hongkong ·
India ·
Indonesië ·
Iran ·
Jordanië ·
Kazachstan ·
Koeweit ·
Lesotho ·
Libanon ·
Macau ·
Malediven ·
Maleisië ·
Mongolië ·
Myanmar ·
Nepal ·
Oman ·
Oost-Timor ·
Qatar ·
Saoedi-Arabië ·
Singapore ·
Sri Lanka ·
Syrië ·
Taiwan ·
Thailand ·
Turkmenistan ·
Verenigde Arabische Emiraten ·
Vietnam ·
Zuid-Korea ·
Zuid-Vietnam